# Club Atlético Independiente 1931
Questa voce raccoglie le informazioni riguardanti il Club Atlético Independiente nelle competizioni ufficiali della stagione 1931.

## Maglie e sponsor
| Manica sinistra · Manica sinistra · Maglietta · Maglietta · Manica destra · Manica destra · Pantaloncini · Calzettoni · Calzettoni |

## Rosa
| N. |                      | Ruolo | Calciatore          |
| -- | -------------------- | ----- | ------------------- |
|    | Argentina (bandiera) | P     | Francisco Doro      |
|    | Argentina (bandiera) | P     | Néstor Sangiovanni  |
|    | Argentina (bandiera) | D     | Felipe Cherro       |
|    | Argentina (bandiera) | D     | Ernesto Chiarella   |
|    | Argentina (bandiera) | D     | Luis Fazio          |
|    | Argentina (bandiera) | D     | Juan Fraile         |
|    | Argentina (bandiera) | D     | José Vázquez        |
|    | Argentina (bandiera) | C     | Rafael Amadei       |
|    | Argentina (bandiera) | C     | Ernesto Bartolomedi |
|    | Uruguay (bandiera)   | C     | Juan Carlos Corazzo |
|    | Argentina (bandiera) | C     | Francisco Corrales  |
|    | Argentina (bandiera) | C     | Rodolfo De Jonge    |
|    | Argentina (bandiera) | C     | Gerardo Echeverría  |
|    | Uruguay (bandiera)   | C     | Juan Ferrou         |
|    | Argentina (bandiera) | C     | Carlos Gros         |

| N. |                      | Ruolo | Calciatore              |
| -- | -------------------- | ----- | ----------------------- |
|    | Argentina (bandiera) | C     | Jesús Rios              |
|    | Argentina (bandiera) | C     | Alfredo Vivanco         |
|    | Argentina (bandiera) | A     | Juan Betinotti          |
|    | Argentina (bandiera) | A     | Ruperto Constante       |
|    | Argentina (bandiera) | A     | Juan Facio              |
|    | Uruguay (bandiera)   | A     | Enrique Fernández Viola |
|    | Argentina (bandiera) | A     | Ricardo Gil             |
|    | Argentina (bandiera) | A     | Alberto Lalín           |
|    | Argentina (bandiera) | A     | Alfredo Paolinetti      |
|    | Uruguay (bandiera)   | A     | Roberto Porta           |
|    | Argentina (bandiera) | A     | Manuel Ramos            |
|    | Argentina (bandiera) | A     | Luis Ravaschino         |
|    | Argentina (bandiera) | A     | Antonio Sastre          |
|    | Argentina (bandiera) | A     | Manuel Seoane           |

## Statistiche

### Statistiche di squadra
| Competizione | Punti | Totale | Totale | Totale | Totale | Totale | Totale |
| Competizione | Punti | G      | V      | N      | P      | Gf     | Gs     |
| ------------ | ----- | ------ | ------ | ------ | ------ | ------ | ------ |
| Campionato   | 43    | 34     | 18     | 7      | 9      | 69     | 60     |
| Totale       | 43    | 34     | 18     | 7      | 9      | 69     | 60     |